# Тосканеј (Виченца)
Тосканеј је насеље у Италији у округу Виченца, региону Венето.
Према процени из 2011. у насељу је живело 62 становника. Насеље се налази на надморској висини од 198 м.